# Brunkål

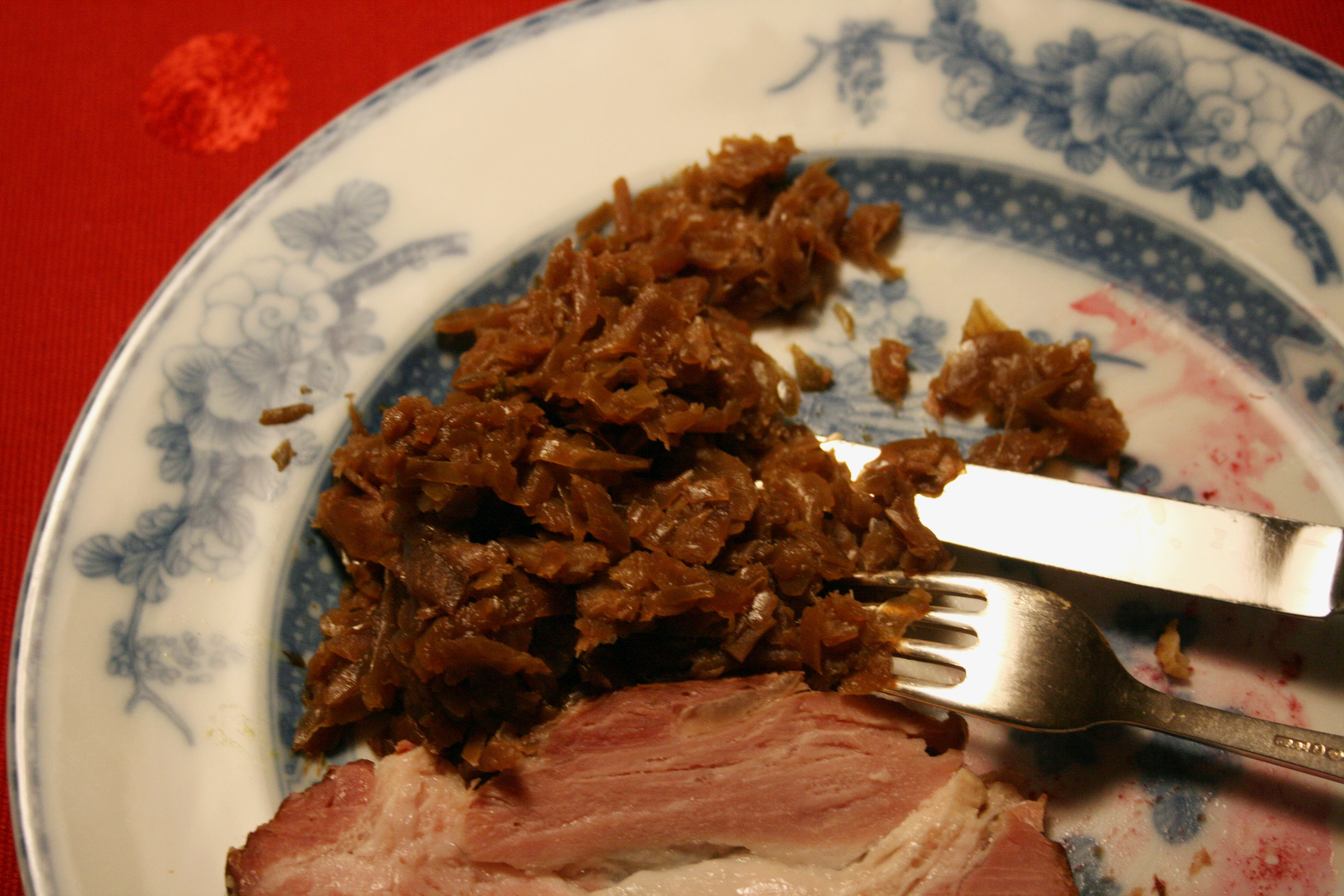
Brunkål med skinka som julmat

Brunkål är en maträtt som i södra Sverige ingår i julbordet. Den huvudsakliga ingrediensen är vitkål som kokats och stekts. Till smaksättning används ättika, salt och sirap. Rättens bruna färg beror på den långa tillredningstiden.